# Medicago medicaginoides
Medicago medicaginoides là một loài thực vật có hoa trong họ Đậu. Loài này được (Retz.) E.Small miêu tả khoa học đầu tiên.